# ويليام ميلفيل مارتن
ويليام ميلفيل مارتن هو قاضي وسياسي كندي، ولد في 23 أغسطس 1876 في نورويتش في كندا، وتوفي في 22 يونيو 1970 في ريجاينا في كندا. حزبياً، نشط في الحزب الليبرالي الكندي. وقد انتخب عضو مجلس العموم الكندي عن دائرة Regina (federal electoral district) ‏ (26 أكتوبر 1908 – 13 نوفمبر 1916) وانتخب عضو المجلس التشريعي من ساسكاتشوان (13 نوفمبر 1916 – 22 أبريل 1922) وانتخب Premier of Saskatchewan ‏ (20 أكتوبر 1916 – 5 أبريل 1922).